# Rink Kleist
Christian Samuel Rink Kleist (* 8. April 1912 in Narsarmijit; † 24. September 1977 in Qaqortoq) war ein grönländischer Propst und Lehrer.

## Leben
Rink Kleist war der Sohn des Oberkatecheten und Dichters Hans Hoseas Josva Kleist (1879–1938) und seiner zweiten Frau Bolethe Marie Ingeborg Chemnitz (1888–1957). Er war ein Enkel von Jens Chemnitz (1853–1929) und ein Bruder von Maaliaaraq Vebæk (1917–2012). Er wurde in Narsarmijit geboren, wo sein Vater zu diesem Zeitpunkt als Oberkatechet diente und wo sein Großvater die grönländische Schäferei neubegründet hatte.
Von 1927 bis 1932 besuchte er Grønlands Seminarium in Nuuk, wo er sich theologisch ausbilden ließ. Anschließend reiste er nach Dänemark, um sich weiterbilden zu lassen. Nach seiner Rückkehr nach Grönland wurde er 1936 Lehrer an der Efterskole in Qaqortoq. Im selben Jahr wurde er erstmals in den Sysselrat gewählt. Am 30. August 1936 heiratete er Asê Marie Birgitte Lund (1909–2002). Sie war eine Tochter des Pastors und Dichters Henning Jakob Henrik Lund (1875–1948) und seiner Frau Karoline Malene Justine Haldora Egede (1877–1979). Aus der Ehe gingen acht Kinder hervor, darunter der Politiker Kaj Kleist (* 1943), über den er der Großvater des Diplomaten Mininnguaq Kleist (* 1973) und des Musikers Malik Kleist (* 1977) ist. 1945 zog er nach Aasiaat und wurde Lehrer an der dortigen Efterskole. Auch hier saß er im Sysselrat. 1947 reiste er wieder nach Dänemark, um sich erneut fortbilden zu lassen, und nach seiner Rückkehr wurde er 1948 zum Pastor ordiniert und in Ittoqqortoormiit ernannt.
1958 wurde er zum Visitatspropst ernannt. Von 1960 bis 1964 war er Mitglied im Grønlandsudvalg. In derselben Zeit war er erster Stellvertreter von Mikael Gam im Folketing, wo er diesen zeitweise als Abgeordneter vertrat. Er war Ritter des Dannebrogordens. 1977 starb er im Alter von 65 Jahren in Qaqortoq.